# Gramorevue
Gramorevue je časopis, který začal v roce 1965 vydávat Supraphon. Hudební měsíčník měl novinový formát: 359mm x 505mm a na 16 stránkách se psalo nejen o populární hudbě, ale i o vážné hudbě a jazzu. Časopis obsahoval rozhovory s umělci, recenze a avíza na nové desky Supraphonu, ale i Pantonu a později i slovenského Opusu. V redakci "Gramorevue" se postupně vystřídalo velké množství respektovaných publicistů – například v sedmdesátých až devadesátých letech dvacátého století to byli: Jiří Černý, Josef Vlček, Petr Žantovský, Olga Šotolová, Vojtěch Lindaur, Ondřej Konrád, Jitka Švarcová, Emilian Hörbinger. Vydávání měsíčníku Gramorevue pod Supraphonem skončilo v roce 1993.